# Keep Quiet
Keep Quiet ist ein Actionfilm von Vincent Grashaw. Lou Diamond Phillips spielt in diesem einen Polizisten, der in einem Indianerreservat im Mittleren Westen der Vereinigten Staaten tätig ist. In weiteren Hauptrollen sind Nick Stahl, Dana Namerode und Elisha Pratt zu sehen. Die Premiere von Keep Quiet  fand im August 2025 beim Locarno Film Festival statt.

## Handlung
Teddy Sharpe ist als Polizist des Thunderstone Tribal Police Departments in einem Reservat im Mittleren Westen der Vereinigten Staaten tätig. Zu seinen wichtigsten Aufgaben gehört es, die Unruhe in der Gemeinde zu entschärfen. Seine Methoden machen ihn bei seinen Kollegen allerdings nicht immer beliebt, da Teddy gegenüber den Jugendlichen, die oft in Bandenkriminalität verwickelt sind, nachsichtiger ist.
Die Lage in der Gegend nimmt eine komplizierte Wendung, als Richie Blacklance auf Bewährung aus dem Gefängnis entlassen wird, in das Indianerreservat zurückkehrt und beschließt, mit der Nachbarschaft abzurechnen. Er zieht seinen Neffen Albert mit in seinen Racheplan.

## Produktion

### Filmstab und Besetzung
Regie führte Vincent Grashaw. Keep Quiet ist nach Coldwater, And Then I Go, What Josiah Saw und Bang Bang Grashaws fünfter Spielfilm. Das Drehbuch schrieb Zach Montague.

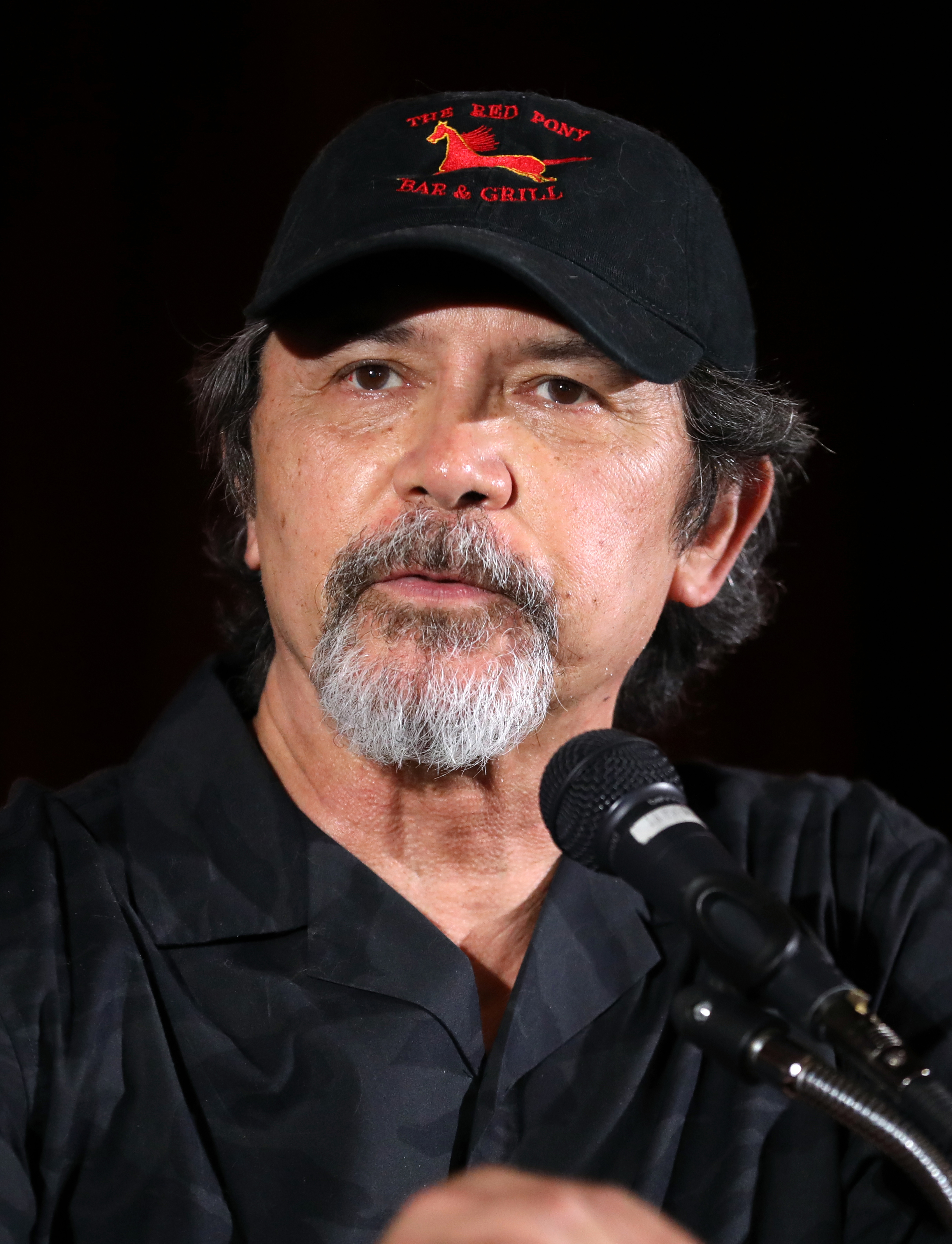
Lou Diamond Phillips spielt den Polizisten Teddy Sharpe

Lou Diamond Phillips, unter anderem bekannt aus einer wiederkehrenden Nebenrolle in der Fernsehserie Numbers – Die Logik des Verbrechens, spielt Teddy Sharpe. Er hat philippinische, hawaiische, japanische, spanische und indianische Vorfahren und spielt oft Mexikaner oder Indianer.  Dana Namerode spielt seine neue Anwärterin Sandra. Elisha Pratt spielt den nach seiner Entlassung aus dem Gefängnis in das Reservat zurückkehrenden Richie Blacklance und Lane Factor dessen Neffen Albert. Irene Bedard ist in der Rolle seiner Großmutter Chelsea zu sehen. Das Casting übernahm Chris Freihofer, der zuvor für die Besetzung von Filmen wie Sherwood Forest von Greg Mellott und The Heart Stays von Diane Fraher tätig war.
Zu dem von ihm gespielten Protagonisten Teddy Sharpe erklärte Phillips, dieser habe in das Reservat eingeheiratet und erhalte dadurch die Perspektive eines Außenseiters, was die Figur differenzierter und interessanter erscheinen lasse.  Die im Film erzählte Geschichte sei unglaublich universell, so Phillips. Auch wenn es in Keep Quiet um indianische Gangs geht, könnte es genauso gut um die Erfahrungen lateinamerikanischer Gangs gehen, wie in Stand and Deliver und Filly Brown oder um die Erfahrungen der asiatisch-amerikanischen oder afroamerikanischen Community.

### Dreharbeiten, Filmmusik und Veröffentlichung
Die Dreharbeiten fanden in Reservaten der Cheyenne- und Arapaho-Stämme und in den umliegenden Kleinstädten in
Oklahoma statt. Dank der indigenen Gastgeber konnten auch Aufnahmen einer rund 600 Bisons umfassenden Herde in den Film aufgenommen werden. Als Kameramann fungierte Brandon Waddell. Der Arbeitstitel war Kiyamapi.
Die Filmmusik komponierte, wie bei Bang Bang, James Wakefield.
Die Premiere des Films war am 14. August 2025 beim Locarno Film Festival. Im September 2025 wird er beim Internationalen Filmfest Oldenburg gezeigt.

## Auszeichnungen
Locarno Film Festival 2025
- Nominierung im Fuori Concorso[7]